# Fomoria vannifera
Fomoria vannifera is een vlinder van de familie van de dwergmineermotten (Nepticulidae), van de onderfamilie van de Nepticulinae. De wetenschappelijke naam van deze soort is voor het eerst voorgesteld als Nepticula vannifera door Edward Meyrick in een publicatie uit 1914.

## Verspreiding
De soort komt voor in Namibië en Zuid-Afrika.

## Waardplanten
De rups leeft op Boscia oleoides (Capparidaceae).